# مجلس الامتحانات الوطنية في تنزانيا
مجلس الامتحانات الوطنية في تنزانيا هي وكالة تابعة للحكومة التنزانية ومقرها دار السلام، والتي تخضع لاختبارات المراقبون على المستوى الوطني. يدير المجلس امتحان شهادة الثانوية العامة.

## التاريخ
تم تأسيسه في 21 نوفمبر 1973. قبل ذلك الوقت خدم مجلس امتحانات شرق إفريقيا البر الرئيسي لتنزانيا وزنجبار. انسحبت تنزانيا من مجلس امتحانات شرق إفريقيا في عام 1970، وتولى قسم المناهج والامتحانات بوزارة التعليم لفترة وجيزة مراقبة الامتحانات في البر الرئيسي لتنزانيا عندما انسحب من المجلس في عام 1971. بدأت الحكومة التنزانية في تعيين موظفين لـ مجلس الامتحانات الوطنية في تنزانيا في عام 1971، والقانون البرلماني رقم .21 لعام 1973 أنشأ مجلس الامتحانات الوطنية في تنزانيا.